# 綠水瀑布
綠水瀑布位於台灣花蓮縣秀林鄉太魯閣國家公園境內，立霧溪右岸支流匯入立霧溪，也是綠水步道的沿途景點之一（位於岳王亭對岸）。瀑布標高約440公尺至350公尺，落差約為90公尺，和白楊瀑布、銀帶瀑布、長春瀑布等為太魯閣國家公園內著名的瀑布景觀。

## 解
1. ↑  根據《兩萬五千分之一經建版地形圖（第三版）》、《農航所（正射影像圖）》對照。